# Leucothyreus cavifrons
Leucothyreus cavifrons är en skalbaggsart som beskrevs av Hermann Burmeister 1844. Leucothyreus cavifrons ingår i släktet Leucothyreus och familjen Rutelidae. Inga underarter finns listade i Catalogue of Life.